# Upplands runinskrifter 672
Upplands runinskrifter 672 är en vikingatida runsten av mörk gnejs i Rölunda, Häggeby socken och Håbo kommun. Stenens höjd är 1,32 meter och dess största bredd 0,50 meter. Endast högra delen av runstenen är bevarad. Ornamentiken är lik den på U 665. De två stenarna har flera likheter och det råder inget tvivel om att de båda ristningarna är gjorda av samme runristare.

## Inskriften
Translitterering av runraden:
...u(t)... (l)etu · raisa · mer... ... ...f ...(þ)ur · sin ·
Normalisering till runsvenska:
... letu ræisa mær[ki] ... ..., [fa]ður sinn.
Översättning till nusvenska:
... läto resa märke ... sin fader.